# Publicatieblad van de Europese Unie
Het Publicatieblad van de Europese Unie is de officiële publicatie van de Europese Unie. Het wordt uitgegeven door het Publicatiebureau van de Europese Unie. Het verschijnt elke werkdag, soms met verschillende nummers op één dag, in alle (sedert 2013 24) officiële talen van de Europese Unie.
Het blad verschijnt onder deze naam sedert 1 februari 2003, de datum waarop het verdrag van Nice in werking trad. Daarvóór luidde de titel Publicatieblad van de Europese Gemeenschappen.
Het Publicatieblad bestaat uit twee reeksen:
- De L-reeks Wetgeving (ISSN 1725-2598). Hierin verschijnen regelgevende teksten, waaronder Europese richtlijnen, verordeningen, besluiten; internationale overeenkomsten en andere regelgeving.

- De C-reeks Mededelingen en bekendmakingen (ISSN 1725-2474) publiceert allerlei mededelingen zonder wetgevend karakter van de instellingen van de Europese Unie of afkomstig van de lidstaten. Daartoe behoren onder andere de wisselkoersen van de euro, samenvattingen van de rechtspraak van het Hof van Justitie van de Europese Unie en van het Gerecht van eerste aanleg, mededelingen omtrent concentraties van bedrijven, aanvragen voor beschermde oorsprongsbenamingen van landbouwproducten en levensmiddelen, informatie van de lidstaten over steunmaatregelen aan bedrijven, enz.

Alle nummers van de L- en C-reeks vanaf 1998 zijn op het internet beschikbaar als pdf- en HTML-bestanden op de website EUR-Lex. Met ingang van 1 juli 2013 is alleen het in elektronische vorm uitgegeven Publicatieblad authentiek en heeft het als enige rechtsgevolgen.
Er is ook nog een S-reeks ("Supplement") waarin Europese aanbestedingen worden gepubliceerd. Deze zijn online raadpleegbaar op de TED-website (Tenders Electronic Daily).